# Fjaðrárgljúfur

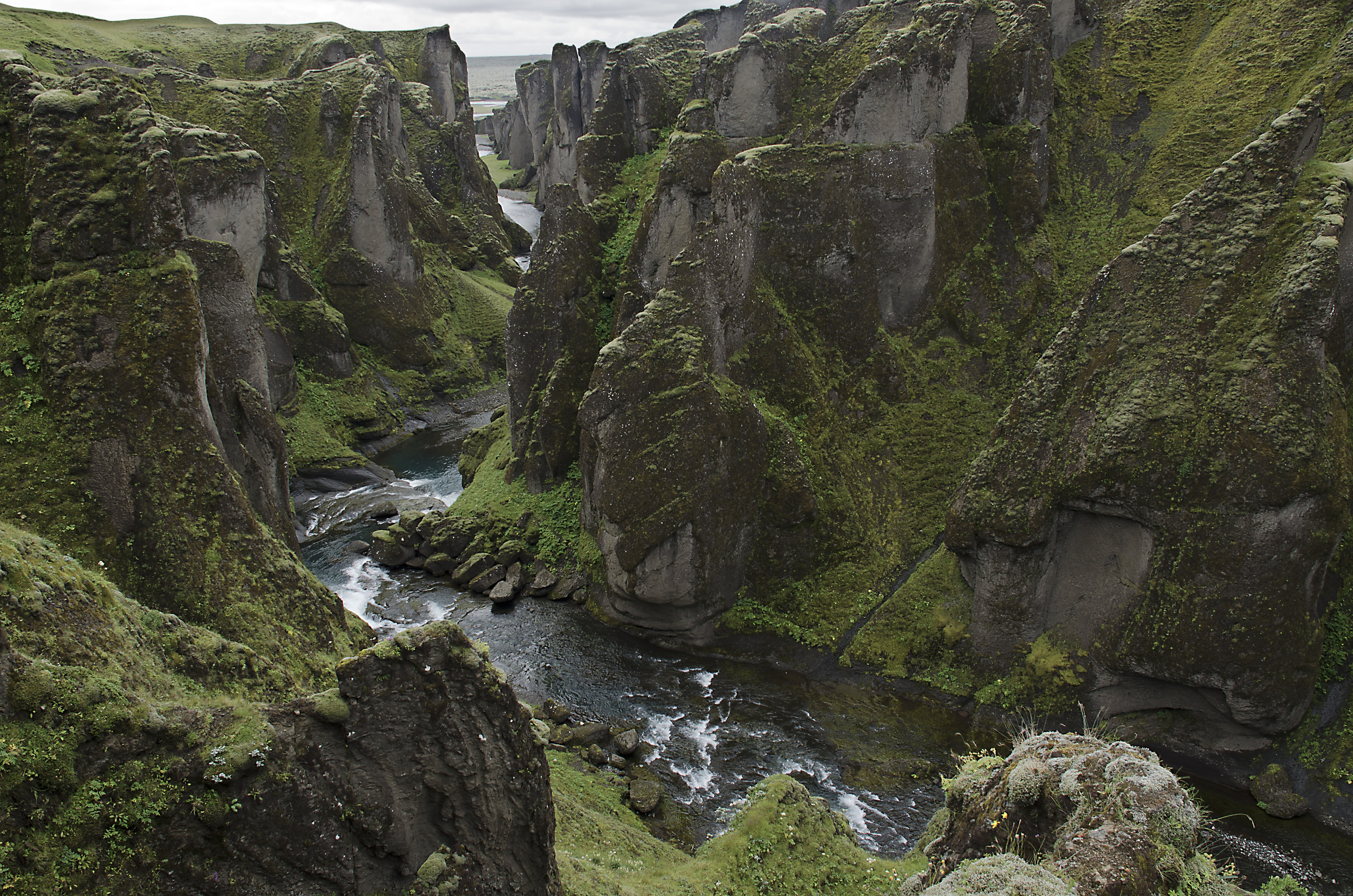
Vista do Desfiladeiro Fjaðrárgljúfur em direção ao Oceano, Islândia

Fjaðrárgljúfur (pronuncia-se fjaðrˌaurˌkljuː(v)ʏr̥, "desfiladeiro do rio das penas") é um cânion no sudeste da Islândia. O rio Fjaðrá corre através dele.
O cânion tem paredes íngremes e água sinuosa. Tem até 100 m de profundidade e cerca de 2 quilômetros de comprimento. Ele está localizado perto do anel viário, não muito longe da aldeia de Kirkjubæjarklaustur.
Suas origens remontam aos períodos frios da Idade do Gelo, há cerca de dois milhões de anos. O cânion foi criado pela erosão progressiva pela água corrente das geleiras através das rochas de palagonite ao longo de milênios. Uma cachoeira flui pelo lado oeste do cânion, visível de uma plataforma de observação no final de uma caminhada de uma milha até a borda leste.
Em maio de 2019, as autoridades fecharam o cânion para visitantes depois que ele apareceu no videoclipe de I'll Show You, de Justin Bieber. O fluxo de visitantes resultante ameaçava danificar o meio ambiente do cânion.